# 어둠의 표적
《어둠의 표적》(영어: Straw Dogs)은 영국과 미국에서 제작된 샘 페킨파 감독의 1971년 심리 스릴러 영화이다. 고든 M. 윌리엄스가 1969년에 펴낸 소설 〈The Siege of Trencher's Farm〉에 기반하였다. 더스틴 호프먼 등이 출연하였고, 대니얼 멜닉 등이 제작에 참여하였다.
제리 필딩은 이 영화를 통해 1972년 제44회 아카데미상 음악상 후보에 올랐다.
2011년 동명 리메이크 영화가 개봉하였다.

## 줄거리
항성 구조를 연구하는 온건한 성격의 응용 수학자 데이비드는 빡빡한 미국 사회를 벗어나 영국인 아내 에이미와 함께 에이미의 고향인 콘월주의 외딴 시골 마을로 이주한다. 그러나 과거 에이미와 연인이었던 찰리를 비롯한 험악한 주민들은 데이비드를 따돌리고, 갈등이 고조되는 가운데 농가 수리를 위해 고용했던 주민들이 에이미를 강간한다. 에이미는 이 사실을 데이비드에게 숨긴다.
며칠 뒤 정신 지체가 있는 한 마을 청년이 사고로 마을 여자애를 죽인 직후 데이비드와 에이미 부부가 우연히 그를 차로 치게 된다. 부부는 청년을 일단 집으로 데려오는데, 청년의 린치를 원하는 주민들이 집을 찾아와 청년의 인도를 요구한다. 부부가 이를 거절하고 청년을 숨기면서 위험천만한 대치 상황이 유발되고, 이는 데이비드 자신도 모르던 내면의 폭력성을 이끌어 낸다.

## 출연진
- 더스틴 호프먼
- 수전 조지
- 피터 본
- T. P. 매케나
- 델 헤니
- 짐 노턴
- 도널드 웹스터
- 켄 허치슨
- 렌 존스
- 로버트 키건
- 피터 안
- 콜린 웰런드
- 데이비드 워너

## 기타 제작진
- 협력 제작: 제임스 스완
- 배역: 미리엄 브리크먼
- 미술: 레이 심

## 우리말 녹음
MBC 성우진 (1985년 3월 30일)